# Oberer Wirt (Gern)

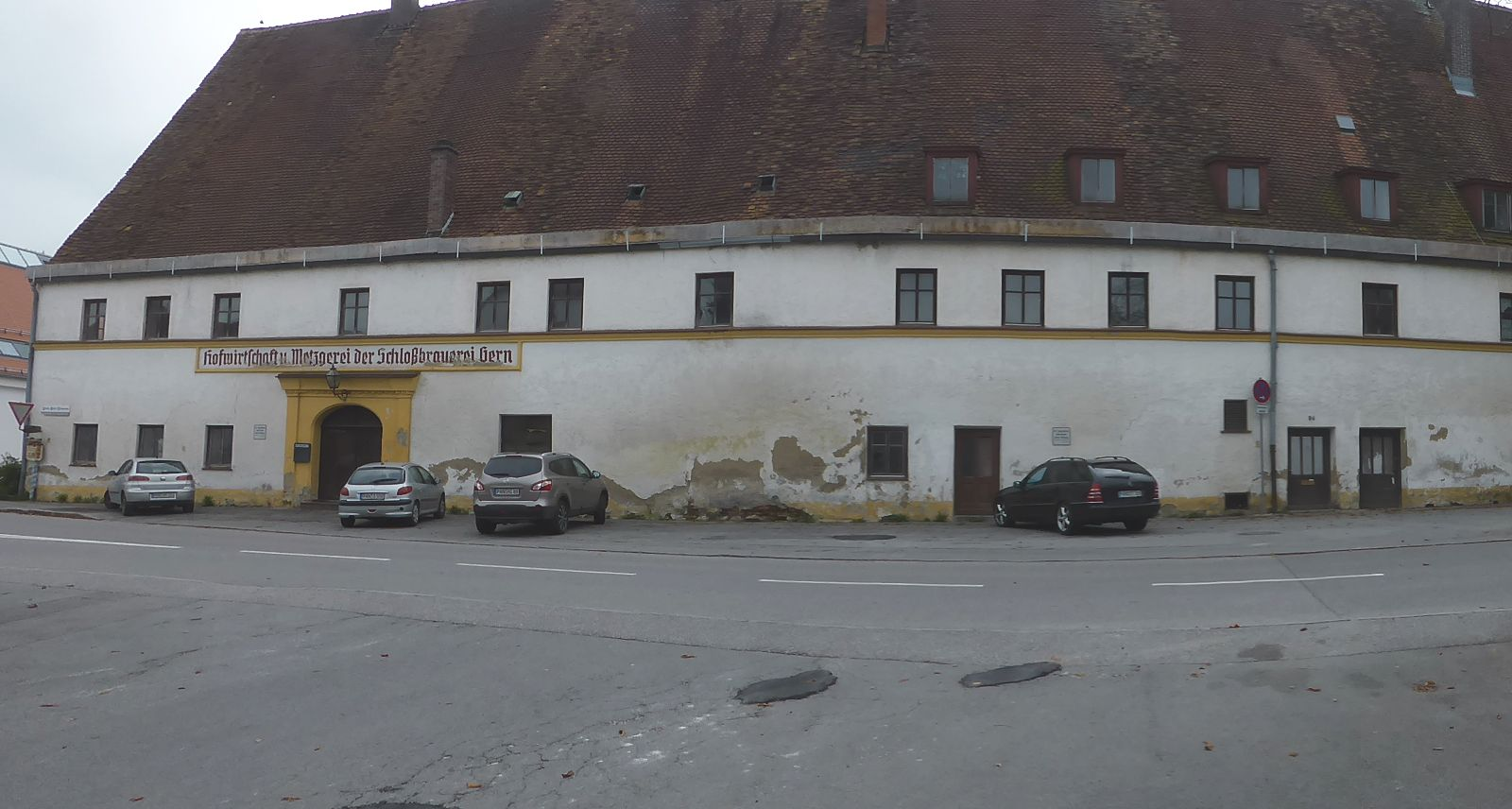
Oberer Wirt in Gern (2014)

Der Obere Wirt in Gern, einem Stadtteil von Eggenfelden im niederbayerischen Landkreis Rottal-Inn, ist ein ehemaliges Gasthaus. Das Gebäude ist ein geschütztes Baudenkmal. 

## Beschreibung
Der zweigeschossige Massivbau mit steilem Satteldach und Gesimsgliederung wurde im 16. Jahrhundert errichtet. Er gehört zum Ensemble Hofmark Gern. Das Gebäude wurde auf den Fundamenten eines mittelalterlichen Gewölbekellers mit Tonnen- und Kreuzgewölbe errichtet. 
Im Jahr 2014 stand das Gebäude leer und wurde zum Verkauf angeboten. 2019 wurde das Gebäude saniert und bekam mit Gastronomie und Boardinghouse die ursprüngliche Nutzung zurück.